# Ulrich Thieme
Pour les articles homonymes, voir Thieme.
Ulrich Thieme, né le 31 janvier 1865 à Leipzig et mort le 25 mars 1922  dans la même ville, est un historien de l'art allemand. Avec Felix Becker, il est l'auteur principal et l'éditeur de l’Allgemeines Lexikon der bildenden Künstler (plus connu sous le nom « Thieme-Becker »), dictionnaire continué par Hans Vollmer.